# 田中康郎 (裁判官)
田中 康郎（たなか やすろう、1946年2月9日 - ）は、日本の裁判官、検察官、弁護士。東京高等裁判所部総括判事を経て、札幌高等裁判所長官を最後に定年退官後、明治大学法科大学院長事務取扱・教授等を務めた。

## 人物・経歴
1968年中央大学法学部法律学科卒業。1971年任官、東京地方裁判所八王子支部判事補。東京地方裁判所判事補、東京地方検察庁検事、法務省法務総合研究所教官、東京地方裁判所部総括判事、千葉地方裁判所部総括判事、司法研修所教官等を経て、2003年盛岡地方裁判所長。2005年東京高等裁判所部総括判事。2009年札幌高等裁判所長官。
2011年東京弁護士会弁護士登録、明治大学法科大学院教授。2014年明治大学法科大学院院長代行。2015年設技術研究所監査役。同年青柳幸一教授による司法試験問題漏洩を受け辞任した河内隆史前院長に代わり、明治大学法科大学院長事務取扱に就き事態収拾にあたった。2017年地域新聞社取締役。

## 裁判
- 足利事件でDNA型再鑑定を行うことを決定[5]。